# Эск (река, впадает в Ирландское море)
Эск (англ. Esk) — река в Великобритании.
Находится в северо-западной Англии. Берёт своё начало на склонах горы Скафелл. Протекает по графству Камбрии в южном, а затем западном направлении. Впадает в Ирландское море у Равенгласса. Притоки — Лингков-Бек, Харднотт-Бек. На берегу реки стоят руины римского форта Медиобогдума.

## Этимология
Согласно книге The Origins Of English Place Names, название реки происходит от общебриттского слова Iska, означающего «изобилующий рыбой». Слово является когнатом с современным валлийским словом Pysg (рыба). Происхождение названия этой реки схоже с происхождением названия других рек, таких как Экс и Аск, однако название различается в различных регионах.

## Рыбалка
Река подходит для рыбалки. Хью Фолкус, британский писатель, жил в долине реки и упоминал её в своих книгах, а также в фильмах. Многие места для рыбалки находятся во владении частных лиц.